# استان تموتو
استان تموتو (به لاتین: Temotu Province) یک عوارض جغرافیایی در جزایر سلیمان است که در جزایر سلیمان واقع شده‌است.

## خصوصیات
استان تموتو ۸۹۵ کیلومترمربع مساحت و ۲۱٬۳۶۲ نفر جمعیت دارد.